# Vĩnh Tĩnh, Chương Hóa

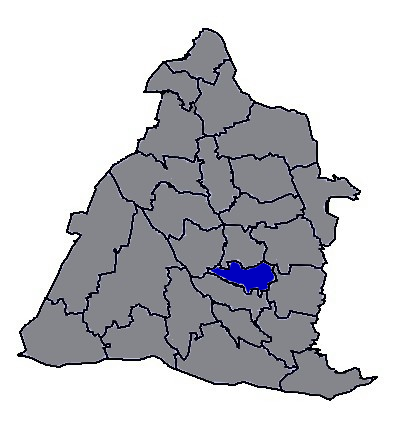
Vị trí tại Chương Hóa

Vĩnh Tĩnh (tiếng Trung: 永靖鄉; bính âm: Yǒngjìng Xiāng) là một hương (xã) của huyện Chương Hóa, tỉnh Đài Loan, Trung Hoa Dân Quốc (Đài Loan). Hương nằm trên đồng bằng Chương Hóa và thuộc lưu vực sông Trác Thủy, địa hình thấp và không có đồi núi hay hồ nước. Tổng diện tích của Vĩnh Tĩnh là 20,6384 km², dân số vào tháng 8 năm 2011 là 39.039 người thuộc 10.469 hộ gia đình, mật độ cư trú đạt 1891,6 người/km².